# ФК Будућност Банатски Двор
ФК Будућност Банатски Двор је био фудбалски клуб из Банатског Двора. Тренутно се такмичи у Општинској лиги Житиште-Нова Црња, шестом такмичарском нивоу српског фудбала.
Игра на стадиону Мирко Вучуревић, који има места за 3.500 гледалаца (више од популације Банатског Двора).

## Историја
Клуб је основан 1938. године.
У сезони 2003/04. такмичио се у Првој лиги Србије и Црне Горе, али је сезону завршио на 13-ом месту и испао у нижи ранг.
Будућност се у Прву лигу враћа већ у сезони 2005/06., где је само први део сезоне одиграо под именом Будућност, док је већ током зимске паузе дошло до фузије.
25. јануара 2006. у Београду је потписан споразум о спајању ФК Будућност Банатски Двор и школе фудбала ФК Пролетер из Зрењанина у клуб под именом ФК Банат. Договор су потписали власник Будућности Мирко Вучуревић, председник општине Зрењанин Горан Кнежевић и Војислав Табачки, генерални секретар Спортског савеза општине Зрењанин.
Клуб Пролетер из Зрењанина угашен је у децембру 2005. након што је испао из Друге лиге.
Клуб Будућност Банатски Двор је 2011. поново почео са радом и такмичење је наставио од сезоне 2011/12. у Општинској лиги Житиште-Нова Црња.

## Успеси клуба
- Куп Србије и Црне Горе
  - Финалиста (1): 2004

## ФК Будућност Банатски Двор у европским куповима
| Сезона  | Такмичење | Коло           | Држава    | Клуб       | Резултат |
| ------- | --------- | -------------- | --------- | ---------- | -------- |
| 2004/05 | УЕФА куп  | друго коло кв. | Словенија | НК Марибор | 1-2, 1-0 |

## Познати бивши играчи
- Никола Дринчић
- Зоран Тошић
- Дејан Османовић
- Ненад Ковачевић
- Срђан Баљак

## Резултати у последњих неколико сезона
| Сезона   | Лига                             | Позиција | ИГ | П  | Н  | И  | ГД | ГП | Бод. | Куп                | Европа   | Европа                   | Напомена         |
| -------- | -------------------------------- | -------- | -- | -- | -- | -- | -- | -- | ---- | ------------------ | -------- | ------------------------ | ---------------- |
| 1999/00  | 3Л - Војводина                   | 2.       | 40 | 28 | 6  | 6  | 95 | 26 | 90   | Шеснаестина финала |          |                          | Ушао у виши ранг |
| 2000/01  | 2Л - Север                       | 6.       | 34 | 15 | 10 | 9  | 53 | 47 | 55   | четвртфинале       |          |                          |                  |
| 2001/02  | 2Л - Север                       | 2.       | 34 | 22 | 5  | 7  | 74 | 30 | 71   |                    |          |                          |                  |
| 2002/03  | 2Л - Север                       | 1.       | 33 | 22 | 10 | 1  | 55 | 18 | 76   | Полуфинале         |          |                          | Ушао у виши ранг |
| 2003/04  | Прва лига СЦГ                    | 13.      | 30 | 10 | 4  | 16 | 30 | 49 | 34   | Финалиста          |          |                          | Испао            |
| 2004/05  | 2Л - Србија                      | 1.       | 38 | 22 | 10 | 6  | 69 | 34 | 76   | Осмина финала      | УЕФА Куп | друго коло квалификација | Ушао у виши ранг |
| 2005/06  | Прва лига СЦГ                    | 8.       | 30 | 13 | 5  | 12 | 34 | 31 | 44   | Шеснаестина финала |          |                          | Угашен фузијом   |
| 2011/12. | Општинска лига Житиште-Нова Црња | 6.       | 18 | 6  | 5  | 7  | 36 | 38 | 23   |                    |          |                          | Клуб обновљен.   |